# Schloss Wolfach

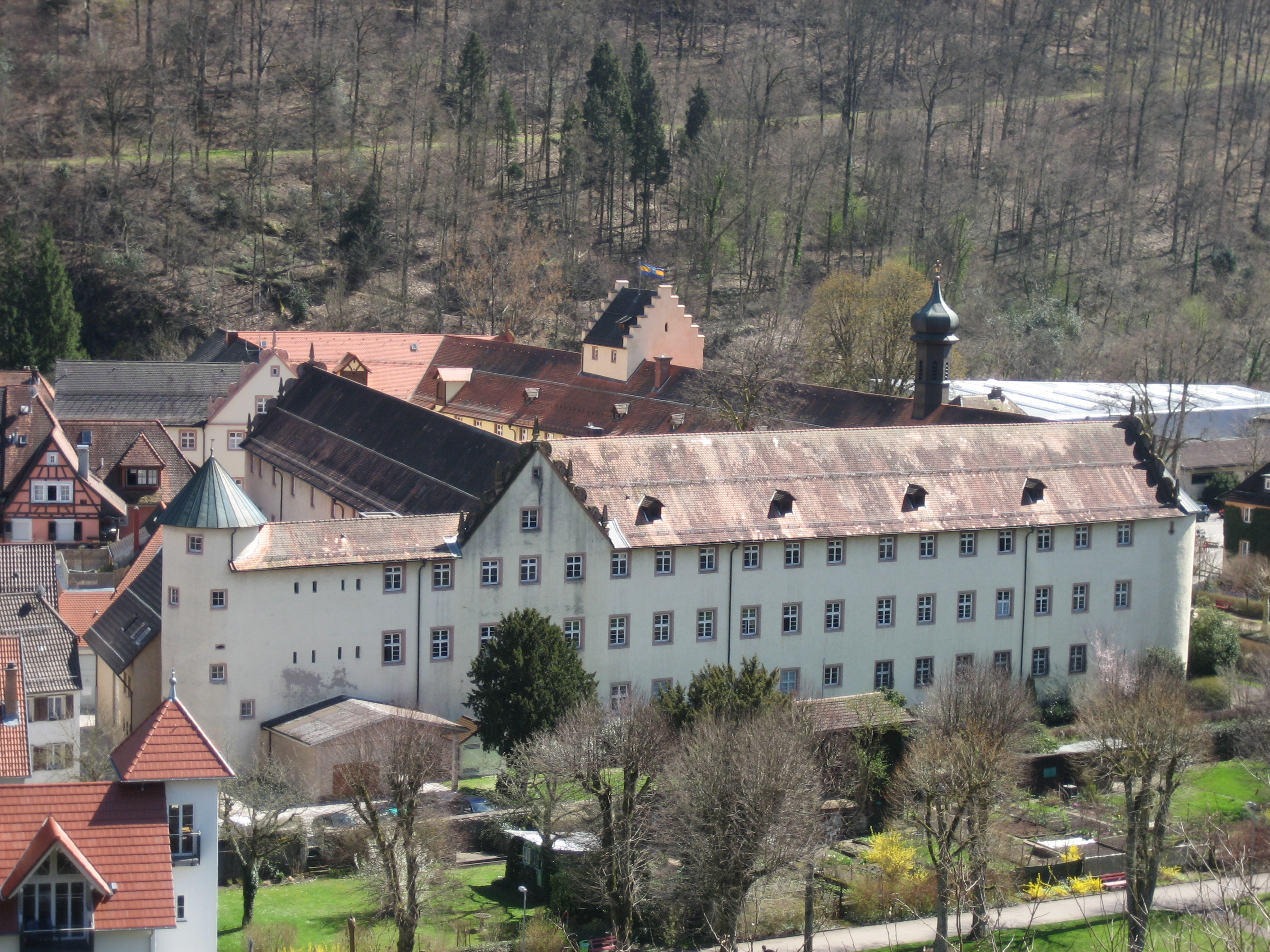
Schloss Wolfach in Wolfach

Das Schloss Wolfach, auch Fürstenbergisches Schloss genannt, ist ein Fürstenbergisches Schloss in der Stadt Wolfach im Schwarzwald in der Ortenau.

## Geschichte
Die Fürstenberger hatten durch Heirat bereits die Burg Wolfach erworben. Das neue Schloss wurde auf Basis eines kleineren Vorgängerbaus aus der Zeit Graf Heinrichs VI. von Fürstenberg († 1490) in der Kernstadt errichtet. Herr zu Wolfach war in dieser Zeit Graf Wolfgang von Fürstenberg. Im Dreißigjährigen Krieg erlitt es Schäden durch Einquartierungen. 1664 wurde Hermann Egon aus der Linie Fürstenberg-Heiligenberg und seine geistlichen Brüder Franz Egon (Bischof von Straßburg) und Wilhelm Egon (Kardinal) von Kaiser Leopold in den Fürstenstand erhoben. Maximilian Franz von Fürstenberg ließ 1671 das Schloss in Wolfach von dem Steinmetz Hans Georg Brachet aus Radolfzell und dem Schreiner Hans Jakob Glöckler, einem Nachkommen des Hans Ulrich Glöckler aus Waldshut, wesentlich erweitern und ausbauen. Der geplante große Festsaal wurde jedoch nie fertiggestellt.

## Neuzeit
1806 wurde im Schloss das Bezirksamt untergebracht. Heute befindet sich hier das Finanzamt, das Amtsgericht Wolfach und die Forstverwaltung sowie ein Polizeiposten. 1947 wurde durch einen Brand der gesamte Nordflügel und mit diesem zahlreiche Kunstschätze, wie die geschnitzte Decke des Schöffensaals, zerstört. Der Nordflügel wurde dann modern wiederaufgebaut. Im Schloss ist heute das Stadtmuseum Wolfach untergebracht. Erhalten ist auch die Schlosskapelle Wolfach.